# Mandinga Airport
Mandinga Airport är en flygplats i Colombia.   Den ligger i departementet Chocó, i den västra delen av landet, 290 km väster om huvudstaden Bogotá. Mandinga Airport ligger 90 meter över havet.
Terrängen runt Mandinga Airport är platt. Runt Mandinga Airport är det ganska glesbefolkat, med 28 invånare per kvadratkilometer. Närmaste större samhälle är Condoto, 5,7 km öster om Mandinga Airport. I omgivningarna runt Mandinga Airport växer i huvudsak städsegrön lövskog.